# René-Antoine Houasse
René-Antoine Houasse (1645 – 1710) è stato un pittore e decoratore francese.

## Biografia
Fu a lungo allievo di Charles Le Brun e sotto la sua direzione lavorò per la Manifattura dei Gobelins e alla decorazione del Castello di Versailles, per la quale produsse opere sue originali.

Fu nominato "aggregato" dell'"Accademia reale di pittura" nel maggio del 1672 e quindi accolto come membro effettivo nell'aprile dell'anno seguente. Fu anche nominato Direttore dell'Accademia di Francia a Roma dal 1699 al 1704.
Nel 1673 sposò Marie Le Bé, una parente di Le Brun. Suo figlio, Michel-Ange Houasse, fu un pittore di genere.

## Opere principali
- Partecipò alla decorazione dei Grands Appartements del Castello di Versailles:
  - Il Salone dell'Abbondanza: pittura murale sul soffitto, su disegni di Charles Le Brun.
  - Il Salone di Venere, decorazione totale.
  - Il Salone di Marte, dove dipinse "Il Terrore, il Furore e la Collera spaventano le potenze della Terra", e inoltre  "Alessandro Severo degrada un ufficiale" e infine "Il Trionfo di Costantino", due oli su tela in cammeo d'oro.
- "Allegoria della magnificenza reale", (1678)
- "Morfeo e Iris", Trianon,  (1688)
- "Ciano trasformato in fontana",  Trianon, (1688)
- "Minerva insegna la scultura ai Rodiesi", Versailles, (1688)
- "Apollo e Dafne", Museo nazionale dei Castelli  di Versailles e del Trianon, Versailles, (1677)
- "Luigi XIV a cavallo davanti all'assedio di una città, verso il 1679-1690", Museo nazionale dei Castelli di Versailles e del Trianon,  Versailles, (1708-1710)
- " Minerva nasce armata dal cervello di Giove"

## Galleria d'immagini

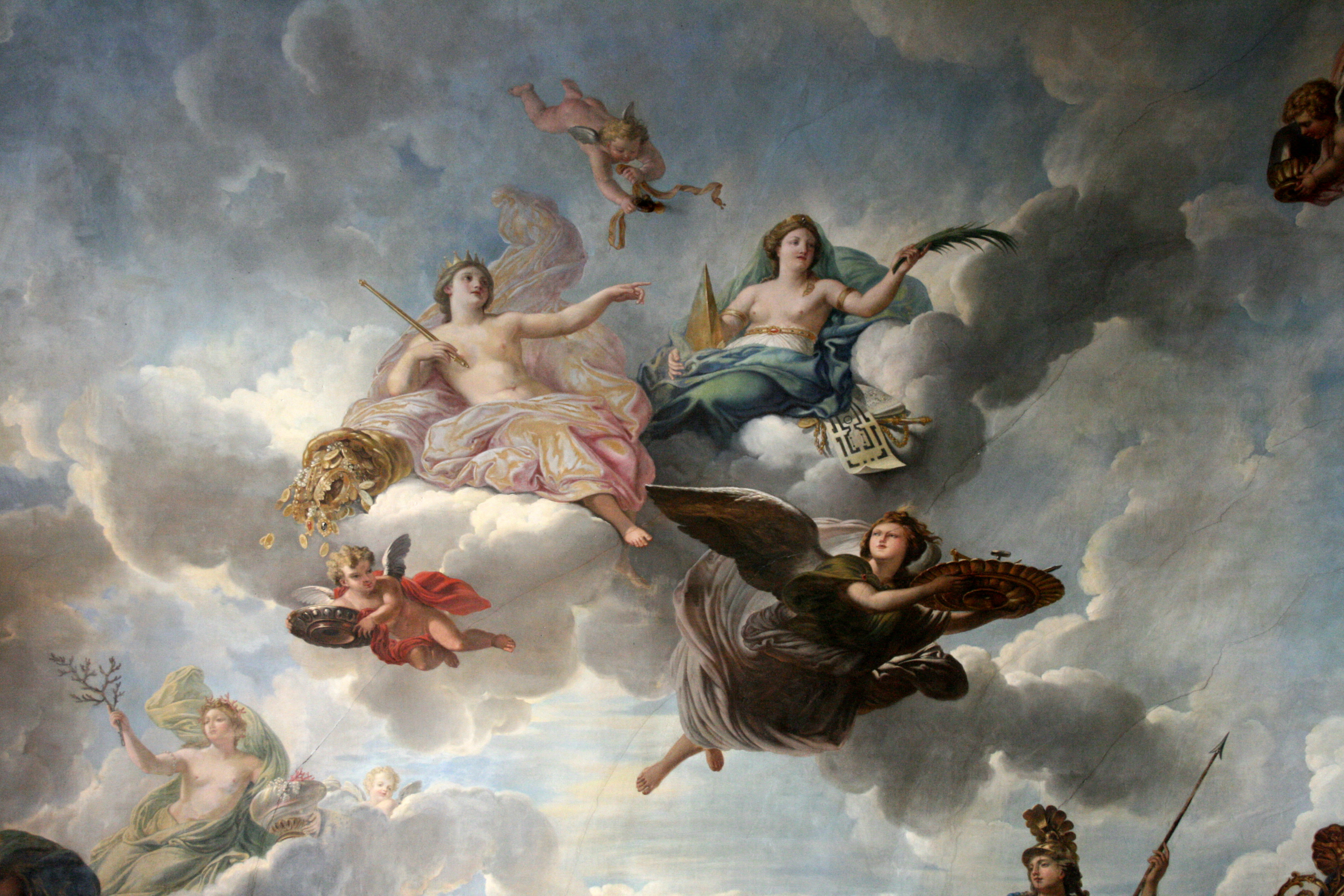
L'Abbondanza e la Liberalità
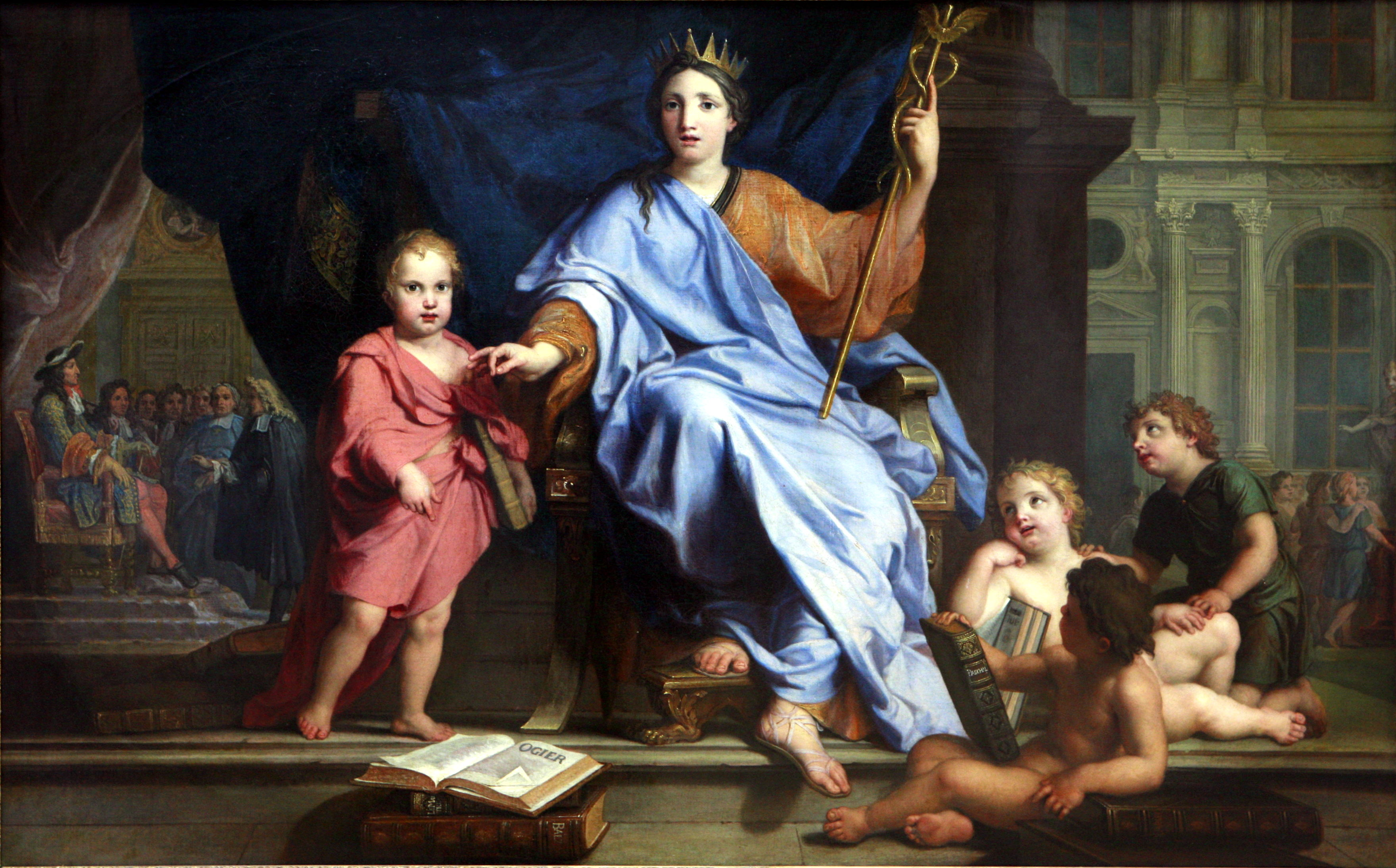
L'eloquenza
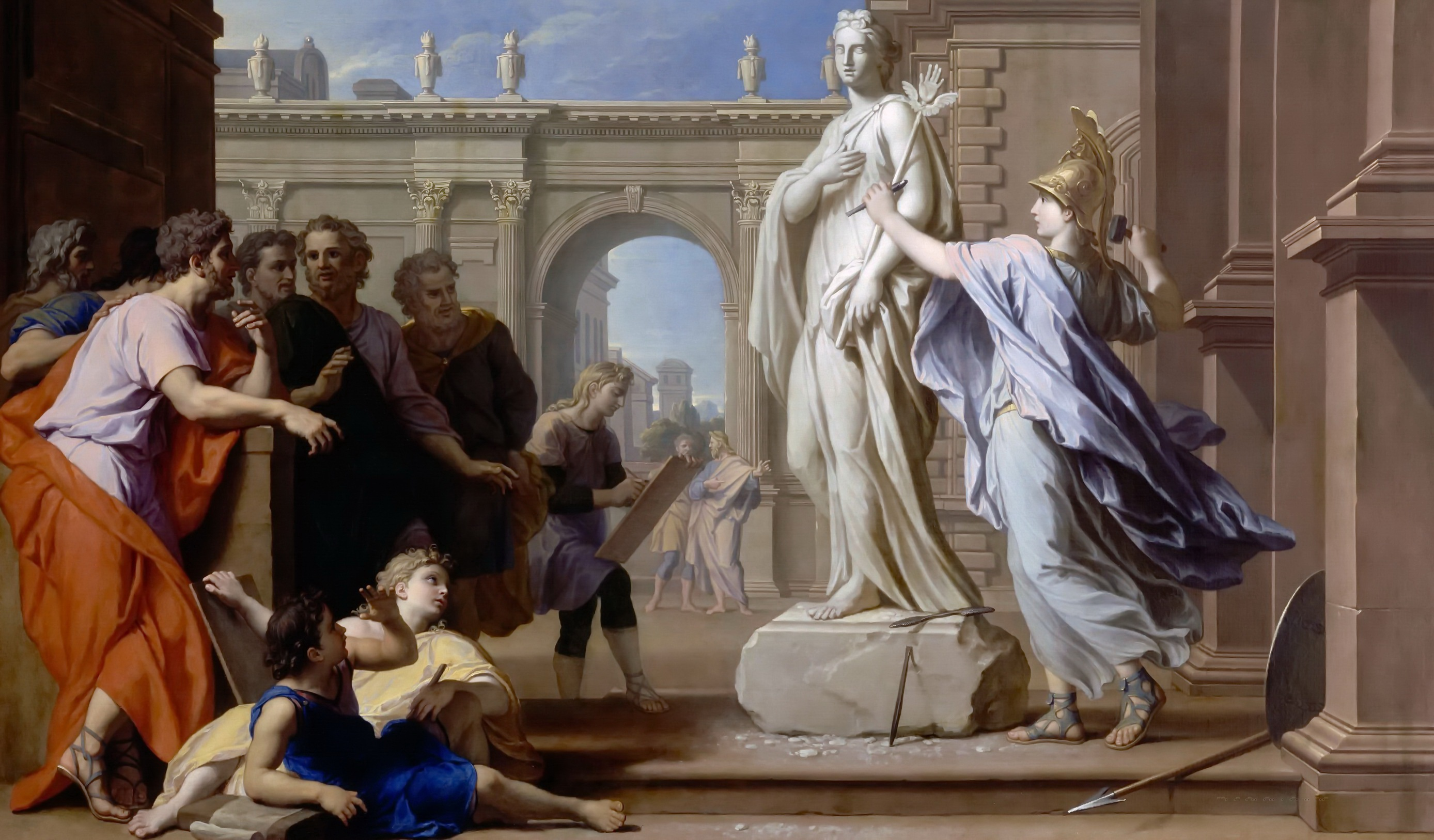
Minerva insegna la scultura